# 城景都
城 景都（じょう けいと、1946年12月13日 - ）は、愛知県刈谷市出身の画家。

## 経歴
1946年インド系朝鮮人の父の三男として生まれる。小学校時代より音楽と絵に興味を持ち、学生時代を経てロックバンドを結成しライブ活動を行いつつ、絵を書き始める。
傷害事件で少年院に入ったこともあるが、恩師であり画家である近藤正治と出会いその芸術論に感銘し、その後本格的に絵を描きはじめる。植物の葉脈から導き出した、貫乳風のひび割れを使った作風は独自のスタイルといえる。从会会員。
画集等で公表されている生年月日は1948年12月13日であるが、現在では1946年12月13日に訂正されている。
弟に画家で絵本作家の木村昭平がいる。

## 受賞歴
- 1970年　シェル美術賞展　佳作賞
- 1972年　イタリア・ジェノバ市芸術家展　大賞
- 1978年　安井賞　入選
- 1979年　第一回中日展　佳作賞
- 1982年　日仏現代美術展　賞2席
- 1984年　日仏現代美術展　入賞

## 出版物
- 1977年　画集「女の学問」（青木画廊）
- 1978年　詩画集「ヴェロニカの午睡」（詩・新郷久、柴舟画廊）
- 1978年　カラーエッチング集「追憶の女」（青木画廊）
- 1979年　詩画集「太陽は夜を孕み　海は時をみごもる」（詩・鈴木孝、風媒社）
- 1979年　詩画集「苦悩の乳房たちよ」（詩・鈴木孝、風媒社）
- 1979年　「城景都版画集」（Y+K）
- 1980年　画集「女の変幻」（柴舟画廊）
- 1981年　「城景都　版画作品集」（阿部出版）
- 1982年　「銅版画全作品集」（阿部出版）
- 1984年　画集「花の形而上学」（美術出版社）
- 1984年　詩画集「イビサの噂」（詩・新郷久、鈴木春子、柴舟画廊）
- 1984年　「城景都版画集　日記　アムステルダムでの12月13日から22日迄」（河出書房新社）
- 1985年　「城景都版画集Ⅰ・Ⅱ・Ⅲ」（柴舟画廊）
- 1985年　銅版画集「大地の夢」（KEITO　JOH版画工房）
- 1986年　カラーエッチング集「フローラの潤い」（JK版画工房）
- 1987年　「サッフォーたちの饗宴」（詩・白石かずこ、パルコ出版）
- 1987年　カラーエッチング集「めにょじょのカオス」（詩・新郷久、柴舟画廊、青木画廊）
- 1988年　「城景都　全版画集」（阿部出版）
- 1988年　銅版画集「女の想学」（JK版画工房）
- 1989年　「城景都　銅版画集（豆本）」（未来工房）
- 1990年　版画集「思・想・荘・宗」（JK版画工房）
- 1992年　詩画集「トライアングル・ジャングル」（詩・北川透、鈴木秀夫　JK版画工房）
- 1996年　画集「花の形而上学」増補改訂版（美術出版社）
- 2003年　版画10点セット（JK版画工房）
- 2004年　リトグラフ8点セット（JK版画工房）
- 2009年　版画集「凸全凹絵貴」（JK版画工房）
- 2010年　版画集「巨樹の摂理」（JK版画工房）